# Otus bakkamoena
Otus bakkamoena là một loài chim trong họ Strigidae.